# Lecanactis rubra
Lecanactis rubra är en lavart som beskrevs av Ertz & Sérus. Lecanactis rubra ingår i släktet Lecanactis och familjen Roccellaceae.   Inga underarter finns listade i Catalogue of Life.